# 아폴로 14호
아폴로 14호(Apollo 14)는 미국 NASA의 아폴로 계획에 의하여 발사된 유인우주선 중 8번째이며 유인 달 착륙으로는 3번째이다. 1971년 1월 31일에 새턴 V 로켓에 의해 발사된 후 1971년 2월 5일에 앨런 셰퍼드, 스튜어트 루사 및 에드거 미첼은 달의 프라 마우로 충돌구 지역에 착륙하여 9시간 22분 동안에 42.28 kg의 월석을 채집하고 돌아왔다. 월석을 나르는 데 최초로 손수레를 사용하였다.

## 승무원
- 앨런 셰퍼드 - 선장
- 스튜어트 루사 - 사령선 조종사
- 에드거 미첼 - 달 착륙선 조종사

### 백업 승무원
- 유진 서넌 - 선장
- 로널드 에반스 - 사령선 조종사
- 조 잉글 - 달 착륙선 조종사

### 지원 승무원
- 필립 챔프먼
- 브루스 맥캔들리스 2세
- 윌리엄 포그
- 고던 풀러톤

### 비행 지휘자
- 페테 프랭크 오렌지 팀
- 글린 룬네이 블랙 팀
- 밀튼 윈들러 마룬 팀
- 게리 그리핀 골드 팀

## 미션의 하이라이트
아폴로 14호에서는, 달 착륙선 안타레스의 달 표면 강하 중에 두 번의 문제가 일어났다. 최초의 문제는 달 착륙선의 컴퓨터가 착륙 중지 스위치로부터의 중지 신호를 받은 것이었다. 이것에 대해 NASA에서는, 진동에 의해서 작은 핸더의 조각이 벗겨져 스위치의 접점 안을 움직여 회로가 닫혔기 때문에 컴퓨터가 잘못된 신호를 받은 것이라고 생각했다. 따라서 문제의 스위치 가까이의 조작 패널을 두드리는 민첩한 해결책에 의해서 문제는 해결되었다. 그러나 만일 이 문제가 강하 엔진의 시동 후에 재발하면, 컴퓨터는 이 신호를 올바른 것이라고 판단해 달 착륙선의 상승단의 엔진을 분사해 달 주회 궤도에 되돌리는 시퀀스가 움직일 수도 있는 것이었다. NASA와 MIT의 소프트웨어 담당 팀은 보다 확실한 해결책에 서둘러 임해, 컴퓨터의 프로그램을 수정해 신호를 무시하도록 했다. 셰퍼드와 미첼은 이 수정을 강하 중에 완료할 수 있었다.
제 2의 문제는 달 표면에 조준을 하는 레이다의 고장이었다. 최종적으로 착륙 직전 이 레이다는 작동했다. 셰퍼드는 아폴로 계획의 다른 5회의 착륙 임무의 어떤 것보다 정확하게 착륙예정지점에 달 착륙선을 착륙시켰다.
아폴로 13호의 착륙 예정지였던 프라 마우로 고지에 착륙한 후, 셰퍼드와 미첼은 2회의 달 표면 보행을 실시해 새롭게 지진계를 달 표면에 설치했다. 이 장치를 옮길 때 손수레가 이용되었다. 한편 루사는 달 궤도상의 사령선 키티 호크로부터 사진 촬영을 행했다.
2번째의 선외 활동에서는, 직경 300 m의 콘 충돌구의 인연까지 도달하는 것을 목표로 했다. 그러나 두 명의 비행사는 충돌구의 경사면의 지형이 기복이 많이 있었기 때문에 충돌구의 인연을 찾아낼 수 없었다. 그들이 촬영한 사진을 사용한 그 후의 분석으로, 그들은 충돌구의 인연으로부터 65피트의 지점까지 도달하고 있었던 것이 밝혀졌다.
셰퍼드와 미첼은 달 표면에서 여러 가지 과학 분석 장치나 실험장치를 설치·작동시켜, 약 45 kg의 달의 표본을 지구에 가지고 돌아갔다. 그 외의 아폴로 14호의 성과로서 이하의 사항을 들 수 있다.
- 실험 용구나 표본등을 운반하는 수동식의 카트 (Mobile Equipment Transporter, MET)를 처음으로 사용했다.
- 당시 기준 최대량의 페이로드를 달궤도에 투입했다.
- 당시 기준 최장 달 표면 이동 거리를 달성했다.
- 당시 기준 최대량의 페이로드를 달 표면으로부터 가지고 귀환했다.
- 당시 기준 최장 달 표면 체류 시간(약 33시간)을 달성했다.
- 당시 기준 최장 선외활동시간(약 9시간 22분)을 달성했다.
- 단축된 달궤도 랑데뷰를 처음으로 행했다.
- 새로운 비디콘관을 이용한 컬러 텔레비전 카메라를 처음으로 달 표면에서 사용했다.
- 달 궤도상의 사령선으로 처음으로 장시간의 과학 임무가 행해졌다.
- 지구에 귀환하는 도중에도 승무원들은 우주 공간에서의 재료 처리 시험을 행했다. 또 아폴로 14호의 승무원들은, 달 착륙을 행한 미션으로 달부터의 귀환 후에 검역을 받은 마지막 예가 되었다.

셰퍼드와 미첼은 아폴로 14호의 착륙 지점을 프라 마우로 기지라고 명명했다. 이 이름은 국제 천문 연맹에 의해서 승인되고 있다(달표면 지도상에서는 라틴어로 Statio Fra Mauro 라고 표기된다).

### 메모
- 셰퍼드는 머큐리 계획의 비행사 중에서 달에 내려간 유일한 비행사가 되었다.
- 셰퍼드는 이 날을 위해서 특주 한, 접이식의 특제의 6번 아이언의 골프 클럽과 골프 볼 2개를 반입해 달 표면에서 쳤다. 2번째의 볼을 두었을 때에 「몇 마일도 날아 갔어」라고 외쳤지만, 후의 계산에서는 실제의 비거리는 200~400 야드(약 180~360 m)라고 추측해지고 있다. 그 후, 미첼은 달 표면에서 사용하는 삽을 사용해 주어 투를 실시해, 최초의 「달표면 올림픽」을 행했다.
- 미첼은 달이 다가오는 도중에, 후에 지구로 돌아오는 승무원과의 사이로의 초능력(ESP)실험을 독자적으로 행했다. 전해지는 것은, 이 실험의 성공 수는 랜덤에 해당되었을 경우의 수보다 적었다고 말해지고 있다.
- 셰퍼드의 우주복에는 처음으로, 팔과 다리에 붉은 띠를 넣을 수 있어 헬멧의 상부에도 적색의 줄무니가 들어가 있다. 이것은 달 표면에서 선장을 간단하게 분별할 수 있도록 한 것이었다. 이것은 아폴로 12호로 촬영된 사진으로 2명의 비행사를 분별하는 것을 거의 하지 못하고, 매우 고생했기 때문이었다. 이 개량책은 아폴로 13호의 짐 러벨 선장의 우주복에도 채용되고 있었지만, 아폴로 13호의 사고 때문에 달 표면에서 사용될 일은 없었다. 이 붉은 선은 아폴로 15호 이후의 3회의 비행이나, 후의 우주왕복선이나 국제 우주 정거장으로의 미국과 러시아의 우주비행사의 옷에도 채용되고 있다.

아폴로 14호의 사령선 키티 호크는 플로리다주 타이터스 빌딩의 우주비행사 전당(Astronaut Hall of Fame)에 전시되고 있다. 달 착륙선 안타레스는 1971년 2월 7일에 달 표면의 남위 3.42도, 서경 19.67도의 지점에 충돌했다.

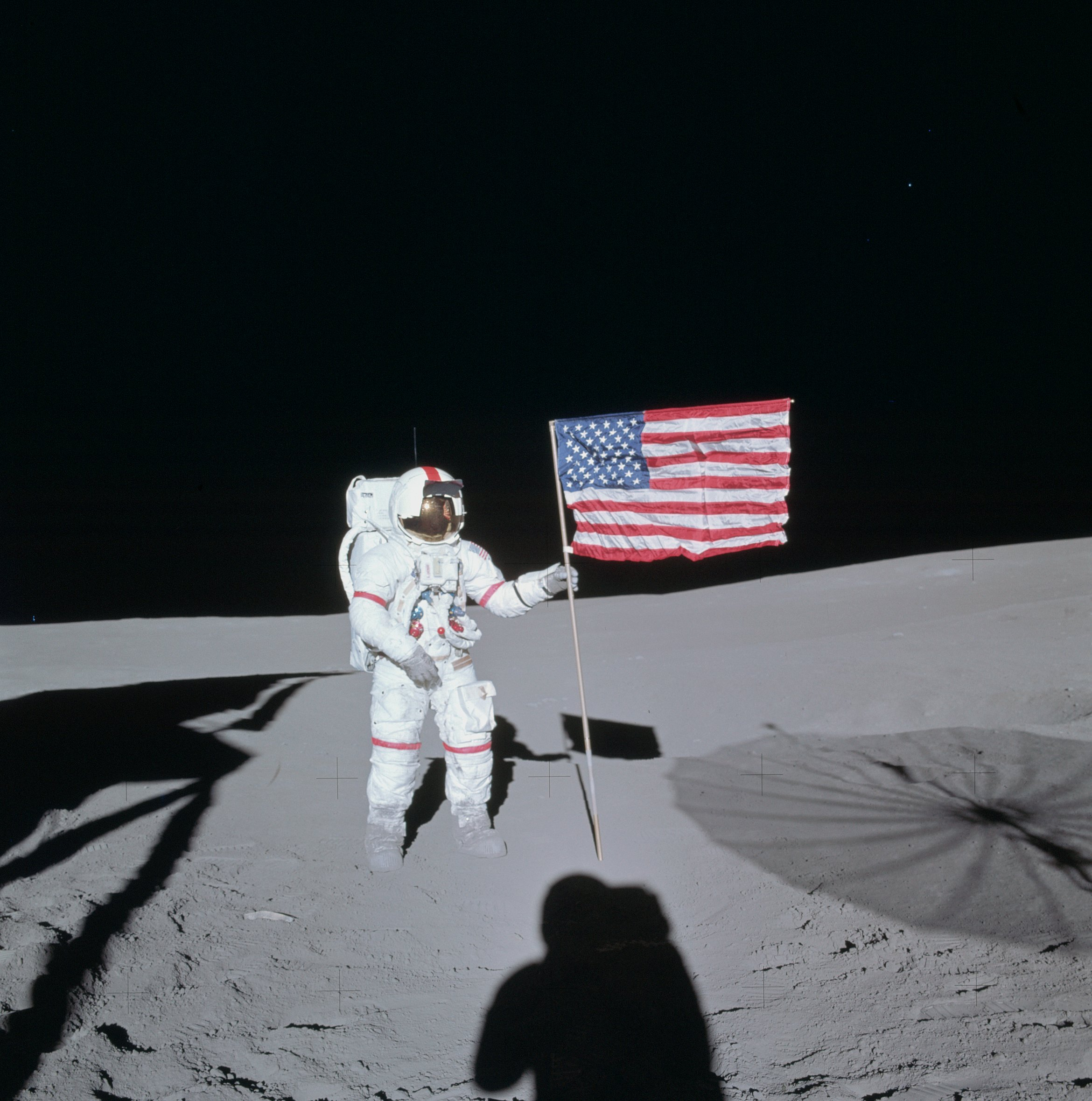
달 위의 앨런 셰퍼드
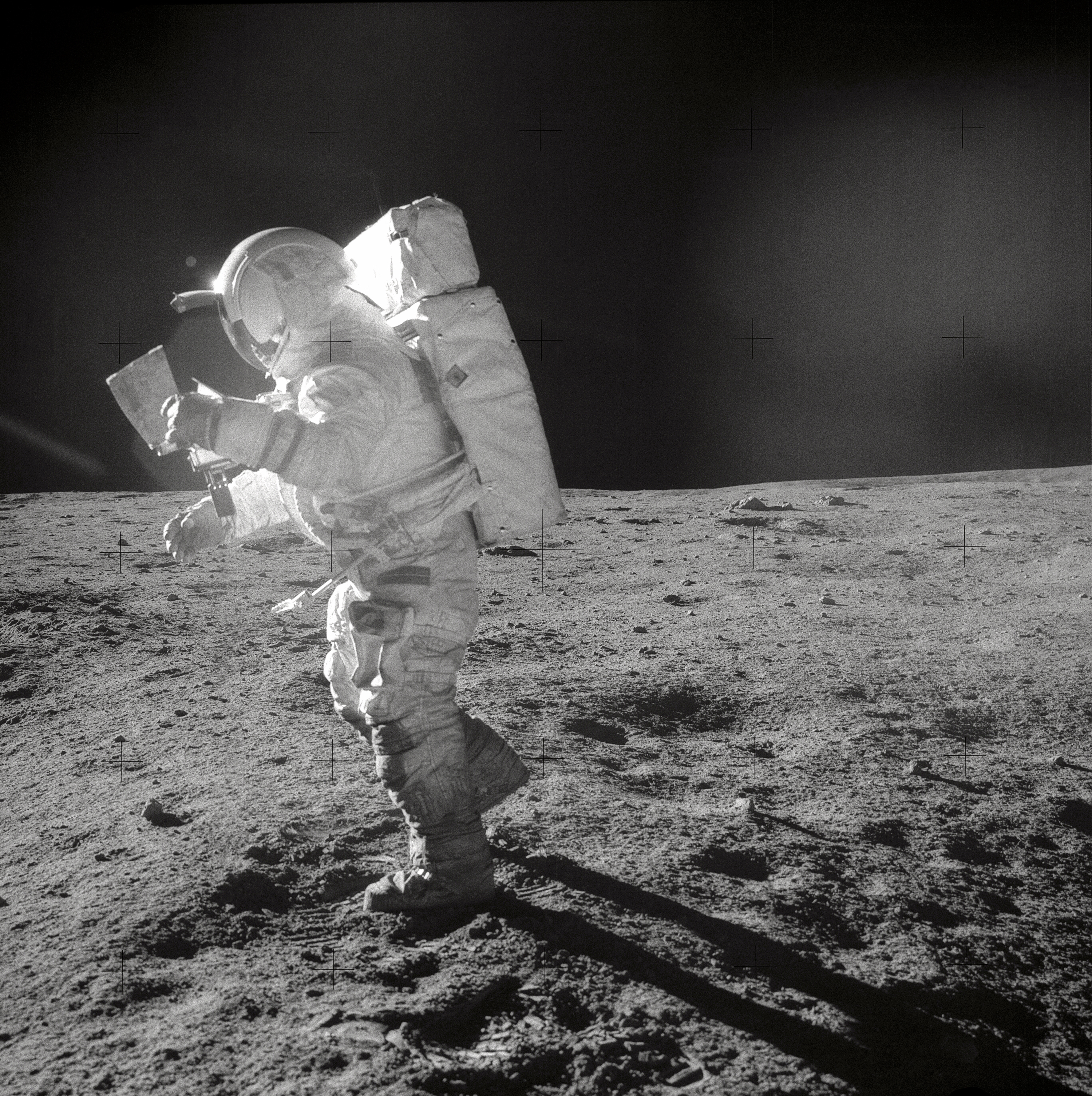
지도를 읽는 에드거 미첼